# 比里亚图
比里亚图（法語：Biriatou，法語發音：[biʁjatu]）是法国大西洋比利牛斯省的一个市镇，属于巴约讷区。

## 地理
比里亚图（43°20'0"N, 1°44'35"W）面积11.04 平方千米，位于法国新阿基坦大区大西洋比利牛斯省，该省份为法国东南部省份，涵盖了贝阿恩与北巴斯克，西临大西洋比斯開灣，北至朗德省，东北接热尔省，东临上比利牛斯省，南与西班牙接壤。
与比里亚图接壤的市镇（或旧市镇、城区）包括：于吕涅、伊倫、比达索阿河畔贝拉。
比里亚图的时区为UTC+01:00、UTC+02:00（夏令时）。

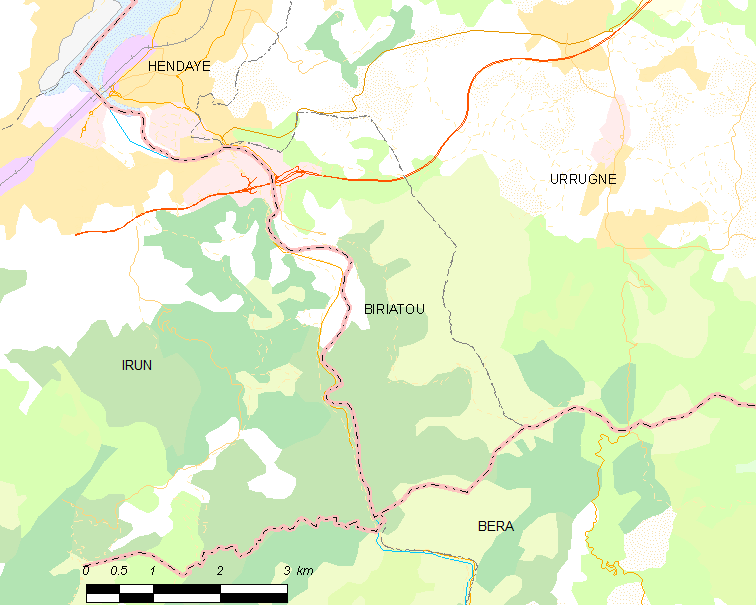
比里亚图的OSM定位图

## 行政
比里亚图的邮政编码为64700，INSEE市镇编码为64130。

## 政治
比里亚图所属的省级选区为昂代-南巴斯克海岸县。

## 人口

1962-2008年间比里亚图人口变化图示

比里亚图于2022年1月1日时的人口数量为1259人。